# Cobourg
Cobourg je grad u kanadskoj pokrajini Ontario, preciznije u sjevernom dijelu te pokrajine. Udaljen je 95 km od Toronta.                  
Dobio je sadašnje ime 1808., u spomen na vjenčanje princeze Šarlote Auguste od Velsa i princa Leopolda I. Belgijskog (Leopold od Saxe-Coburg-Saalfelda).

## Vanjske poveznice
- Kobourg iz zraka